# ابن أخي ربيع
عبد الله بن محمّد بن حسن (وقيل حسين) بن عبد الله بن عبد الملك الكلاعي، يكنى أبا محمد، مولى بني أمية. أندلسي. ويعرف بابن أخي ربيع.

## شيوخه
سمع من عبيد الله بن يحيى، وأبي صالح، وسعيد بن عثمان الأعناقي، وأسلم ابن عبد العزيز، ومحمد بن عمر بن لبابة، وابن أبي تمام، وأحمد بن خالد، وابن أيمن وغيرهم كثيرا، وحج في آخر عمره. فسمع بمصر من جماعة منهم: محمد بن زبان وغيره.

## تلاميذه
سمع منه أبو سعيد عبد الرحمن بن أحمد بن يونس، وأبو عمر الكندي، وإبراهيم بن محمد بن إبراهيم النسائي القاضي، وغيرهم.

## حياته العلمية
قال القاضي عياض: وكان معتنيا بالحديث، إماما فيه، بصيرا بعلله، حسن التأليف فيه، له تواليف في معرفة الرجال وعلل الحديث، وفي الأسمعة عن مالك، واختصر مسند بقي بن مخلد، وكتاب التفسير له، وهو المبتدئ بتأليف كتاب الاستيعاب لأقوال مالك مجردة، دون أقوال أصحابه، الذي تممه أبو عمر بن المكوي وأبو بكر المعيطي.

## أقوال العلماء فيه
كان أبو محمد الباجي يوثقه ويثني عليه. وقال أحمد بن سعيد: كان من أهل المروءة والعلم والتقى، مع هدي حسن، وسمت عجيب، لم أر مثله وقارا وحلما وسعة فهم في الحديث ومعانيه. قال السيوطي: ‌ابْن ‌أخي ‌ربيع الصَّائِغ هُوَ الْحَافِظ الثِّقَة الْعَلامَة أَبُو مُحَمَّد... وَكَانَ بَصيرًا بِالرِّجَالِ والعلل.
وقال الذهبي: كان ثقة.

## وفاته
توفي يوم الثلاثاء لاثنتي عشرة ليلة بقيت من ذي الحجة سنة 318هـ.